# Fundação Biodiversitas
A Fundação Biodiversitas é uma organização não governamental sediada em Belo Horizonte, em Minas Gerais, no Brasil. Seu objetivo é a conservação da natureza brasileira. Visando a tal fim, promove ações de caráter técnico-científico no Brasil desde 1989.
A Biodiversitas é um centro de referência no levantamento e aplicação do conhecimento científico para a conservação da diversidade biológica. Os projetos desenvolvidos pela fundação visam à interação entre o meio ambiente e o ser humano, buscando meios de conciliar a conservação da natureza e o desenvolvimento econômico e social.